# Calanda (género)
Calanda es un género con tres especies de plantas con flores perteneciente a la familia Rubiaceae. 
Es un sinónimo de Pentanisia.

## Especies seleccionadas
- Calanda cygnorum
- Calanda primuliflora
- Calanda rubricaulis